# الشركة الكويتية لصناعات الأنابيب والخدمات النفطية
الشركة الكويتية لصناعات الأنابيب والخدمات النفطية (أنابيب), شركة أسست سنة 1966 تعد من أكبر شركات الخدمات النفطية الكويتية. مدرجة منذ 1984 في سوق الكويت للأوراق المالية. أكبر المساهمين فيها شركة محمد عبد المحسن الخرافي وأولاده ب 6.58 % من رأس المال (بطريقة غير مباشرة)